# Heinäsaari (ö i Norra Karelen, Joensuu, lat 62,62, long 29,26)
Heinäsaari är en ö i Finland. Den ligger i vattendraget Taipaleenjoki och i kommunen Libelits i den ekonomiska regionen  Joensuu ekonomiska region  och landskapet Norra Karelen, i den sydöstra delen av landet, 400 km nordost om huvudstaden Helsingfors. Öns area är 0,8 hektar och dess största längd är 230 meter i öst-västlig riktning.